# Kees de Vries

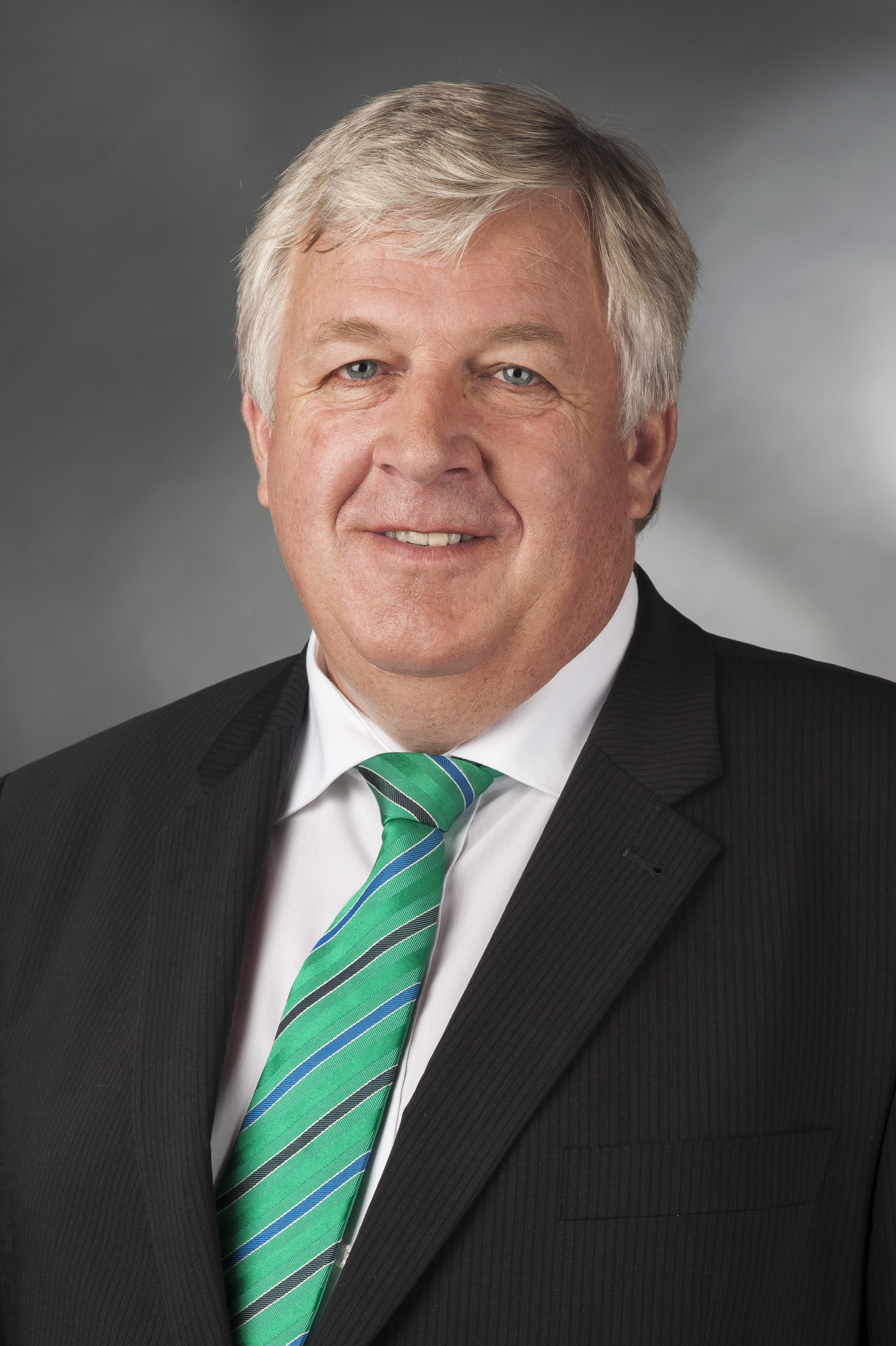
Kees de Vries (2014)

Kees de Vries (Nibbixwoud, 30 augustus 1955) is een Nederlands-Duits landbouwer en politicus.
De Vries had in Nibbixwoud een melkveehouderij met 50 koeien. In 1991 kocht hij een bedrijf in Deetz in het voormalige Oost-Duitsland waar hij in 1992 naartoe verhuisde. Hier bouwde hij de veehouderij uit tot 700 koeien. Vanaf 1994 werd De Vries actief in het regionale Bauernverband en in 1999 werd hij lid van het CDU en stelde zich niet succesvol kandidaat voor de Kreistag. In 2003 werd hij wel verkozen. In 2005 verkreeg hij de Duitse nationaliteit en wilde hij kandidaat worden voor de Bondsdag. Hij verloor de voorverkiezing maar was vier jaar later wel kandidaat al werd hij niet verkozen. In 2013 werd De Vries wel in de Bondsdag verkozen.